# Stevia (Dolomiten)
Die Stevia (auch Monte Stevia) ist ein Berg der Puezgruppe in den Dolomiten an der nördlichen Talseite Grödens. Das im Naturpark Puez-Geisler unter Schutz gestellte Massiv ist durch steile Dolomitwände in Richtung Nordwesten, Türme und Schluchten in Richtung Südosten zum Langental sowie durch ein weitläufiges Gipfelplateau mit Almwiesen, Weiden und der Steviahütte (2312 m) gekennzeichnet. Der mit 2555 m höchste Punkt der Stevia befindet sich am Nordwestrand der Hochfläche. Der Name Stevia soll laut Ettore Castiglioni auf Ladinisch „entfernte Weide“ bedeuten. Nordöstlich hinter der Pizascharte (2489 m) setzt sich der Gebirgsstock zum Montejela (2644 m) und zum Col dala Pieres (2747 m) hin fort.
In Richtung Langental trennen tief eingeschnittene Schluchten südöstlich vorgelagerte Türme. Der erste Turm, Steviola (2083 m), ist vom zweiten, dem durch ein Bergfenster gekennzeichneten La-Porta-Turm (2206 m), durch die Val-d’Andrea-Schlucht getrennt. Eine zweite vom Hochplateau nach Südosten abfallende Schlucht, Valaccia, ist mit etwas Mühe begehbar und trennt den Ciastel- (2196 m) vom La-Porta-Turm. Das Pisciodel-Tal mit einem kleinen Wasserfall trennt einen namenlosen weiteren Turm (2226 m) ab; die nächste Schlucht ist das Val di Ciavai. Das letzte Tal, bereits am Fuß des Col dala Pieres gelegen, ist das Val Ntaiëda.
Das Plateau kann über den Normalweg vom südlich gelegenen Wolkenstein aus über die so genannte Palota und die Silvesterscharte erreicht werden. Ein weiterer Anstieg führt von der westlich unterhalb der Stevia gelegenen Regensburger Hütte bzw. der südwestlich gelegenen Juac-Hütte zur Gipfelfläche.

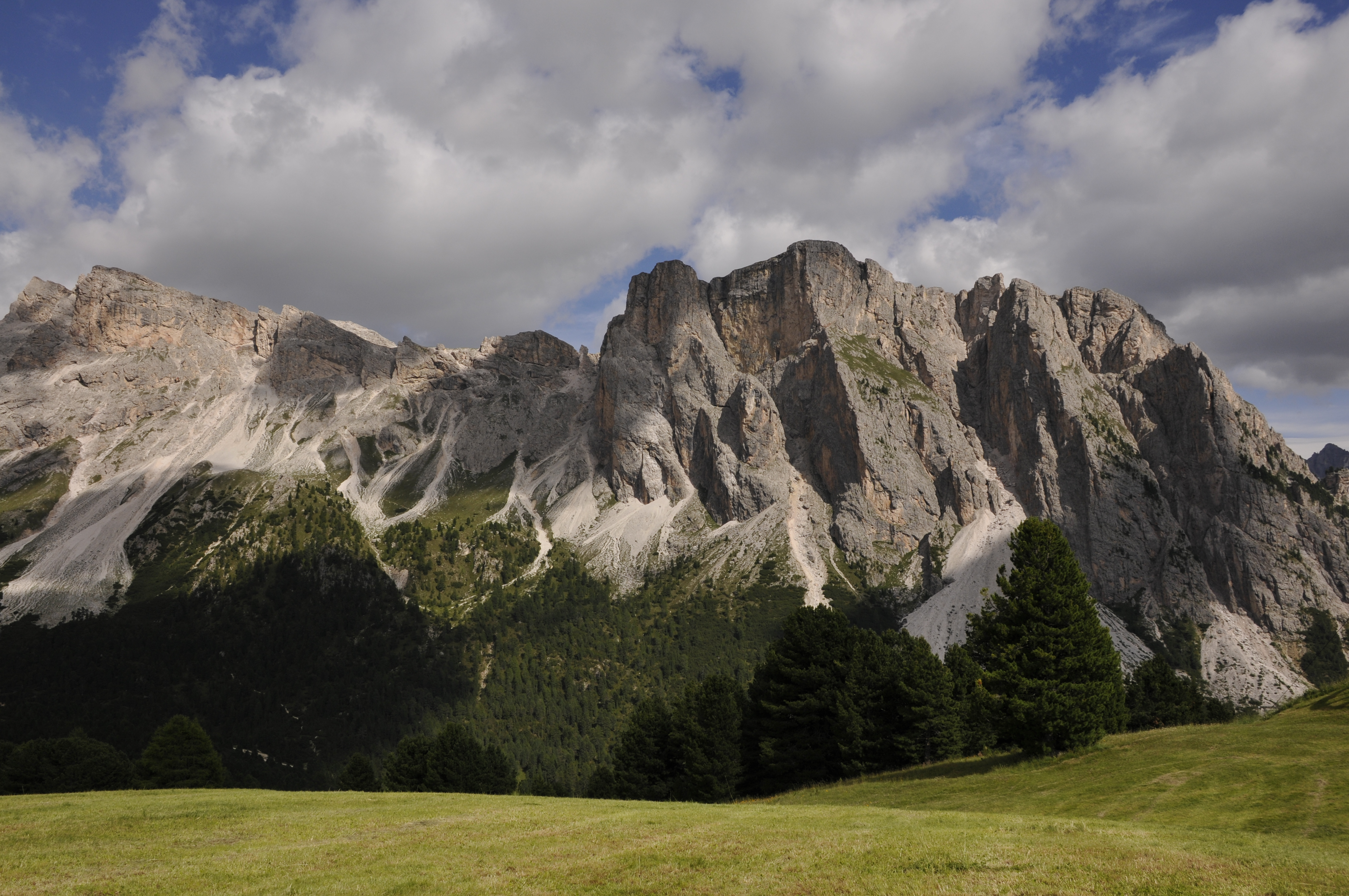
Westwand der Stevia
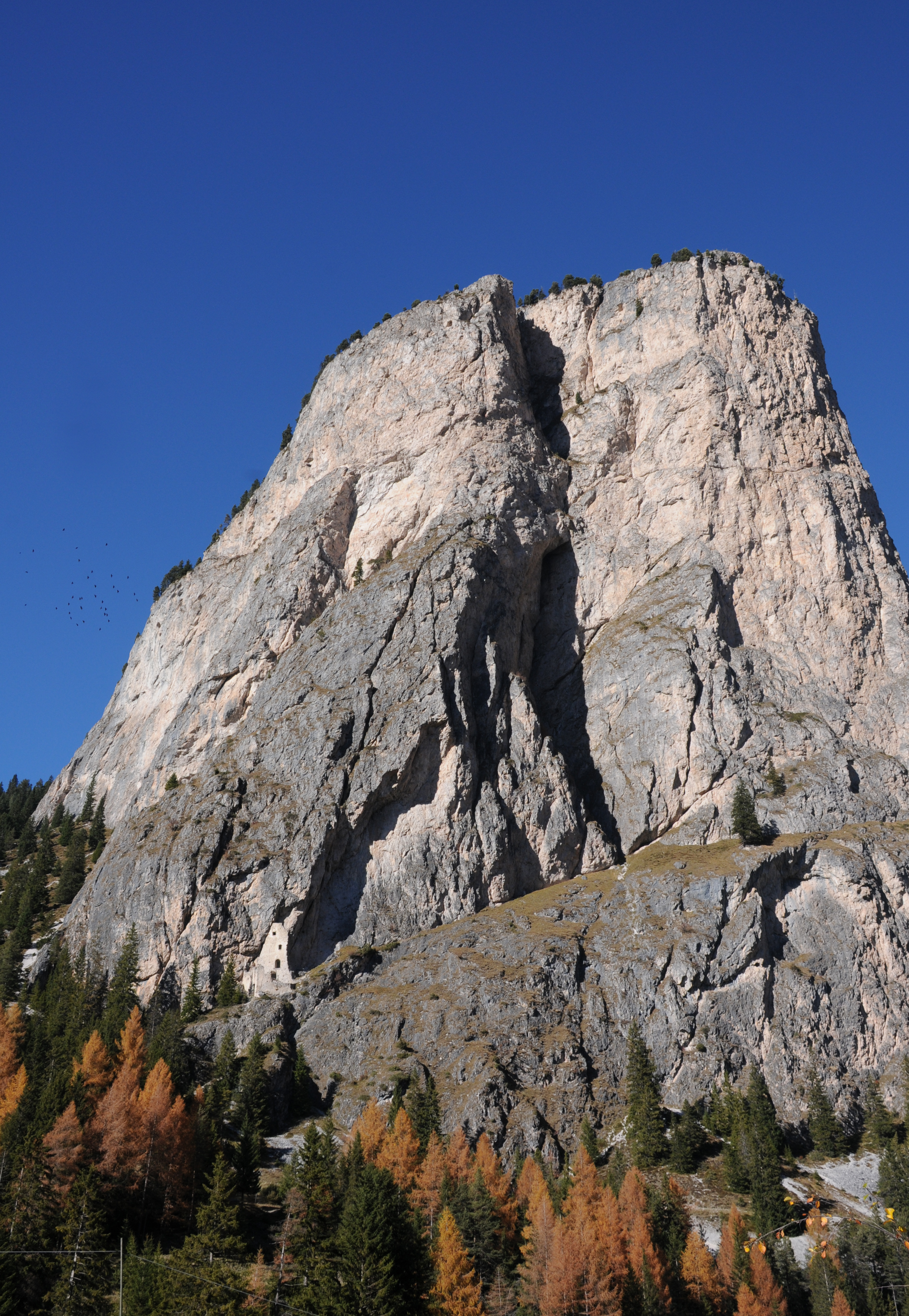
Der erste Steviaturm Steviola Richtung Südosten, am Eingang des Langentals mit der Burgruine Wolkenstein
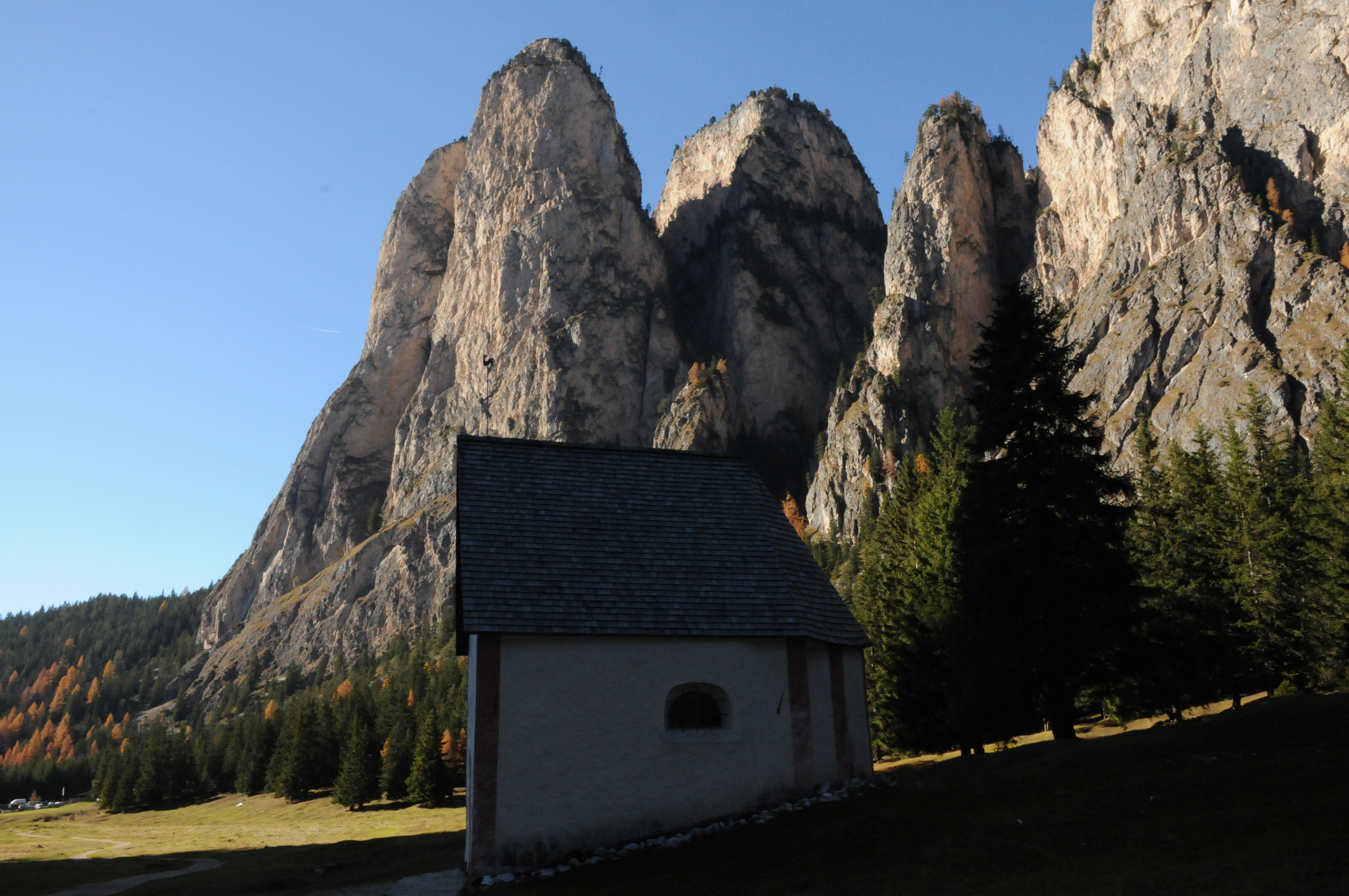
Südosttürme vom Langental aus
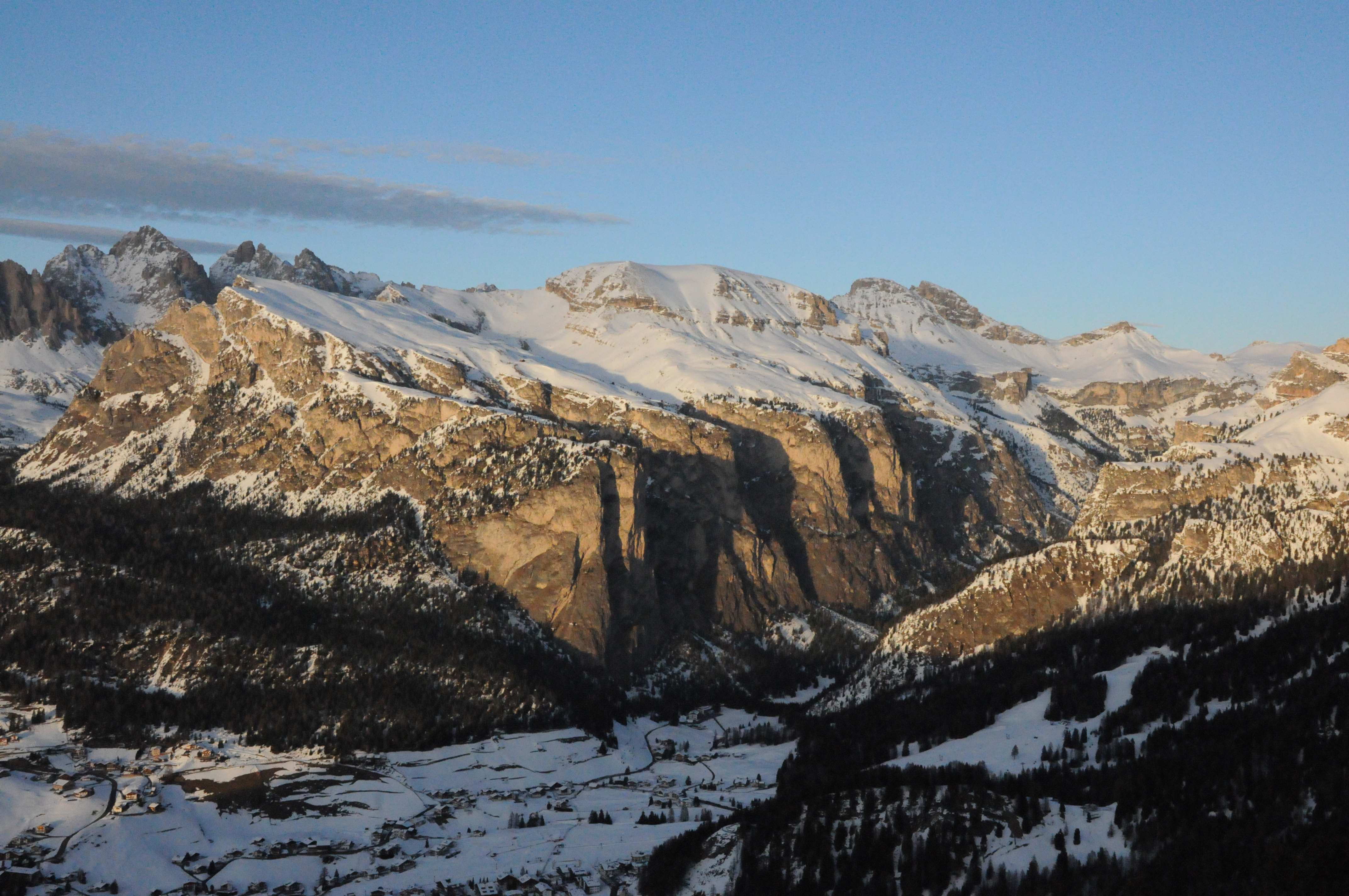
Stevia-Gesamtansicht von Süden